# Antillena miguelangeli
Espèce
Antillena miguelangeli est une espèce d'araignées mygalomorphes de la famille des Theraphosidae.

## Distribution
Cette espèce est endémique de la  province de Valverde en République dominicaine,. Elle se rencontre vers Santa Cruz de Mao.

## Description
Le mâle holotype mesure 22,7 mm et la femelle paratype 25,5 mm.

## Systématique et taxinomie
Cette espèce a été décrite par Santos et Bertani en 2024.

## Étymologie
Cette espèce est nommée en l'honneur de Miguel Ángel Landestoy.

## Publication originale
- Santos & Bertani, 2024 : « A new species of the Hispaniolan endemic genus Antillena Bertani, Huff and Fukushima, 2017 (Araneae, Theraphosidae, Aviculariinae), with notes on the natural history of the genus. » Zootaxa), no 5493(4), p. 419-430.